# Быковский, Виктор Иванович
Ви́ктор Ива́нович Быко́вский (1919—1973) — майор Советской Армии, участник Великой Отечественной войны, Герой Советского Союза (1943).

## Биография
Виктор Быковский родился 15 мая 1919 года в селе Терновка (ныне — Балашовский район Саратовской области) в семье крестьянина. В 1921 году умерла его мать, в 1935 году — отец, после чего до 1936 года Быковский воспитывался в детском доме имени Ворошилова в селе Липовка Энгельсского района. С 1936 года проживал у дяди. В 1939 году Быковский окончил Петропавловский медицинский техникум. В том же году был призван на службу в Рабоче-крестьянскую Красную Армию. С 1941 года служил в составе 201-го отдельного пулемётного батальона 213-й стрелковой дивизии в городе Каттакургане Самаркандской области Узбекской ССР. С 1943 года — на фронтах Великой Отечественной войны. К сентябрю 1943 года гвардии лейтенант медслужбы Виктор Быковский командовал санитарным взводом 224-го гвардейского стрелкового полка 72-й гвардейской стрелковой дивизии 7-й гвардейской армии Степного фронта. Отличился во время битвы за Днепр.
В ночь с 24 на 25 сентября 1943 года в составе группы Быковский переправился через Днепр в районе села Бородаевка Верхнеднепровского района Днепропетровской области Украинской ССР. Во время боя за село, защищая раненых на медпункте батальона от атаковавших его немецких подразделений, получил тяжёлое ранение, но поля боя не покинул, продолжая обороняться. Действия Быковского позволили сохранить жизни находившимся в медпункте раненым.
Указом Президиума Верховного Совета СССР от 26 октября 1943 года за «образцовое выполнение боевых заданий командования на фронте борьбы с немецкими захватчиками и проявленные при этом мужество и героизм» гвардии лейтенант медицинской службы Виктор Быковский был удостоен высокого звания Героя Советского Союза с вручением ордена Ленина и медали «Золотая Звезда» за номером 1440.
В конце 1943 года Быковский был выписан из госпиталя и вернулся на фронт. Принимал участие в освобождении Украины и Румынии, форсировании Буга, Прута, Днестра. В 1944 году он вступил в ВКП(б). В августе того же года он был направлен на учёбу. В 1945 году Быковский окончил курсы зубных врачей. После окончания войны он работал стоматологом в различных военных лечебных учреждениях: в Кисловодске, Майкопе, на Камчатке, в Закавказском военном округе. В 1956 году в звании майора Быковский был уволен в запас. В 1957—1963 годах он работал протезистом в Ангарске и Иркутске, а с 1963 года — в горбольнице № 2 Кишинёва. Умер 31 июля 1973 года, похоронен в Кишинёве.
Был также награждён орденом Красной Звезды и рядом медалей.